# Jagdstaffel 82
Jagdstaffel 82 -  Königlich Preußische Jagdstaffel Nr. 82 - Jasta 826 – jednostka lotnictwa niemieckiego Luftstreitkräfte z okresu I wojny światowej. 

## Informacje ogólne
Jednostka została utworzona formalnie w 3 października 1918 roku z Kest 2. Nie zachowały się dane, kto dowodził jednostką i ile zwycięstw oraz jaki straty poniosła do końca wojny. Wiadomo tylko, że w jednostce służył Hans Heinrich Marwede.